# Phare Támelos
Le phare Támelos, également appelé  Phare Akra Tamelos est situé au cap Támelos, au sud de l'île de Kéa dans les Cyclades en Grèce. Il est achevé en 1893. 

## Caractéristiques
Le phare est une tour cylindrique blanche accolée à la maison du gardien, dont la lanterne et le dôme de celle-ci sont de couleur blanche. Il s'élève à 60 mètres au-dessus de la mer Égée.

## Codes internationaux
- ARLHS[2] : GRE-126
- NGA : 15624
- Admiralty[3] : E 4218

## Source
(en) [PDF] List of lights radio aids and fog signals - 2011 - The west coasts of Europe and Africa, the mediterranean sea, black sea an Azovskoye more (sea of Azov) (la liste des phares de l'Europe, selon la National Geospatial - Intelligence Agency)- Version 2011 - National Geospatial - Intelligence Agency - p. 271